# Iglesia de la Asunción de Olleta
La Iglesia de la Asunción de Olleta es la parroquia del concejo de Olleta, en el municipio de Leoz, uno de los que forma la Valdorba. Se trata de un templo construido a mediados del siglo XII en estilo románico, con una sola nave de cuatro tramos y ábside profundo semicircular; sobre el tramo situado a los pies de la nave se levanta la torre campanario, y sobre el tramo que antecede al ábside se dispone un cimborrio poligonal sobre pechinas. Por su tipología forma grupo con la ermita del Cristo de Cataláin y el monasterio de San Jorge de Azuelo, siguiendo la tipología inaugurada den la iglesia del Castillo de Loarre, de comienzos del siglo XII.

## Historia
El templo debió construirse a mediados del siglo XII, o quizá en la primera mitad. Fue propiedad de la encomienda de Leache de los Caballeros de San Juan de Jerusalén. Sus características formales la relaciona con la iglesia de San Pedro del castillo de Loarre, construida por Sancho Ramírez, por tanto en la segunda mitad del siglo XI. La construcción debió sufrir reparaciones hacia 1600, y en 1727 se constatan algunos trabajos en el interior de la nave. En 1956 se descubrieron pinturas murales, que fueron recogidas por la institución Príncipe de Viana, y conservadas en el museo de Navarra.

## Arquitectura

### Plano e interior de la iglesia

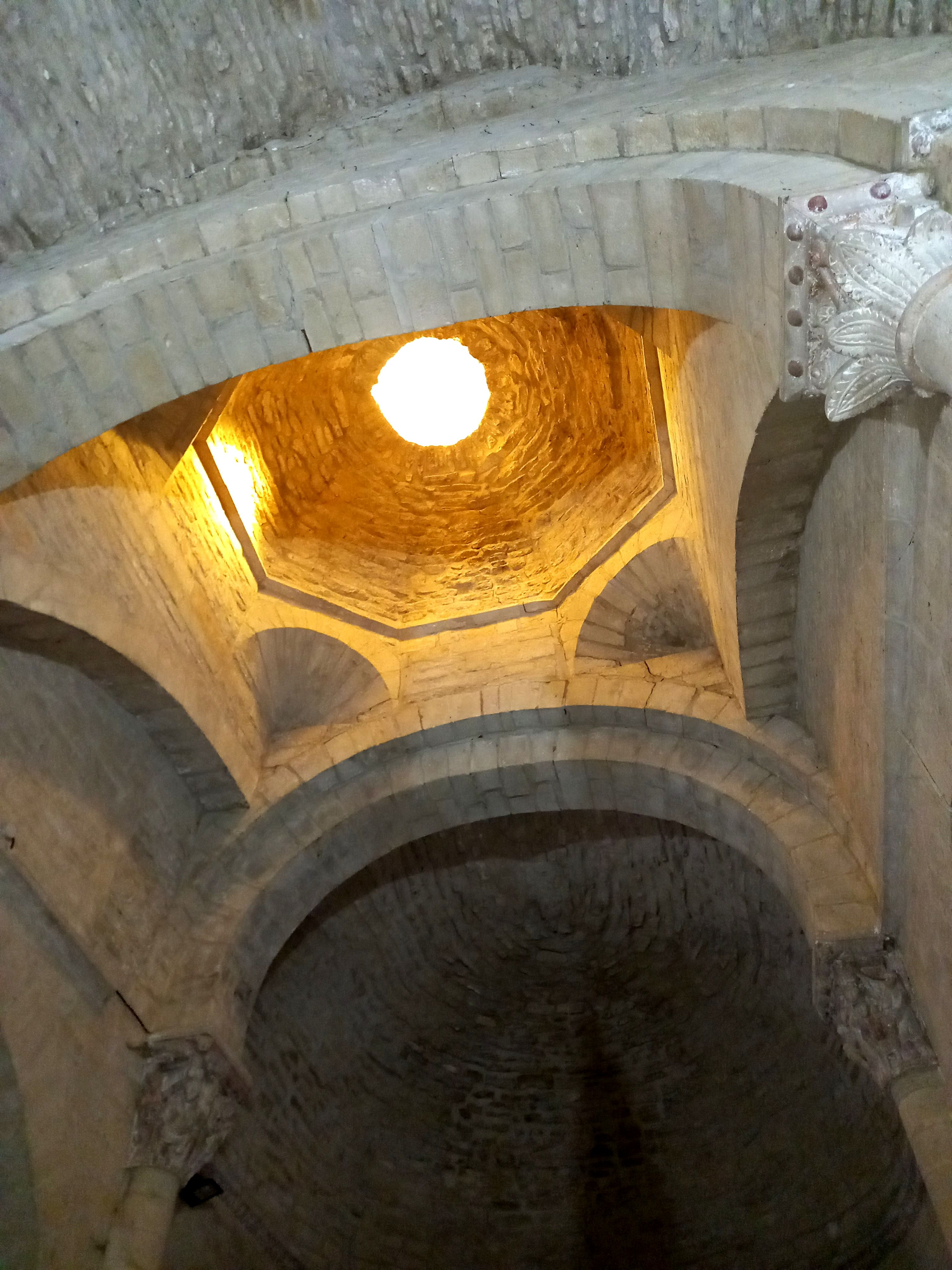
El cimborrio sobre trompas

El templo de Nuestra Señora de la Asunción de Olleta dispone de una única nave rectangular con bóveda de medio cañón ligeramente apuntada, distribuida en cuatro tramos mediante robustos arcos fajones que se apoyan en columnas semicilíndricas cortadas a media altura, posiblemente para dar mayor amplitud a la nave. Todas estas columnas disponen de capiteles con cimacios. Los capiteles correspondientes al arco de triunfo que da paso al falso transepto representar distintas escenas, posiblemente de los tormentos del infierno, y en los cimacios leones enfrentados; el resto de los capiteles reciben una decoración con temas vegetales semejantes entre sí, con grandes pencas y volutas; mientras que los cimacios quedan adornados por rosetas y bolas, excepto los de los pies que son taqueados.
Los arcos fajones que limitan el tramo anterior al presbiterio, son de menor luz, lo que produce en los laterales sendas hornacinas con arcos de medio punto; esto le da las características de un falso transepto. En este tramo se levanta un cimborrio octogonal con fábrica de ladrillo, apoyado sobre trompas; y sobre el que se sitúa una pequeña linterna con arcos rebajados, este elemento, aunque antiguo, no es románico,En los muros laterales en los que se apoya el cimborrio se sitúan dos medios arcos ciegos de medio punto, con la clave en el plano que separa la nave del presbiterio.
El presbiterio queda cubierto con una bóveda de horno, sobre una imposta con decoración de hojarasca; debajo de esa imposta se abren tres ventanas abocinadas con arco de medio punto. El presbiterio tiene mayor profundidad que la bóveda de horno, pues se inicia con un espacio cubierto con bóveda de medio cañón que continúa, sin marcar la unión, en la bóveda de horno.Sobre el primer tramo de la nave, a los pies del templo, se sitúa el coro sobre un arco rebajado, y prolongado a los lados como un balcón corrido. Sobre este tramo se levanta una potente torre prismática, en la que solo abren dos arcos de medio punto para alojar las campanas. En el siguiente tramo de la nave, en el lado del evangelio se abre la puerta de acceso al templo.

### Exterior

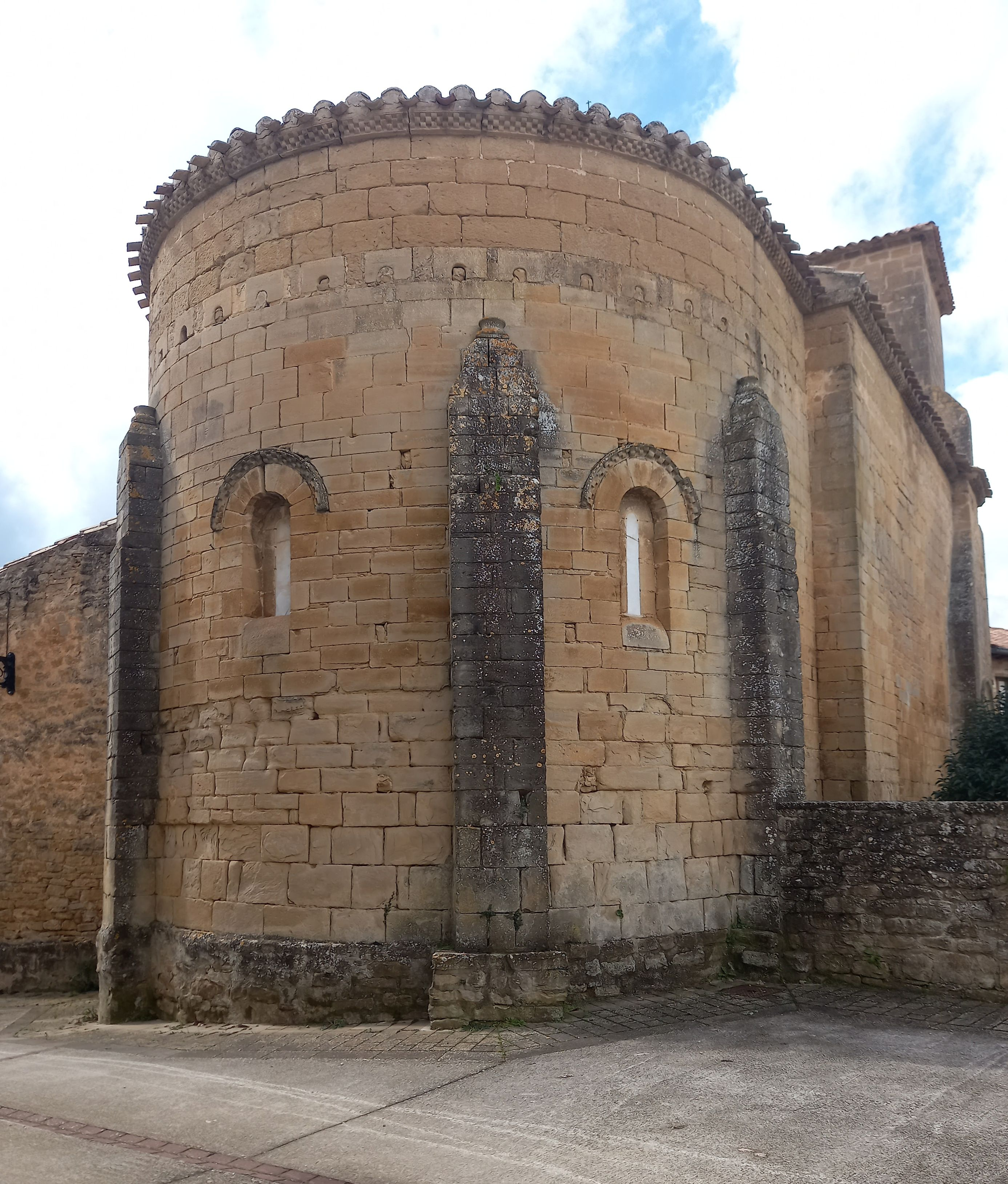
El ábside de la iglesia

Posiblemente en su origen el templo era una edificación exenta, pero en el siglo XVI se construyó a sus pies una casa de sillería; algo después, hacia 1600 se construyó una lonja con distintas construcciones en el perímetro; estas edificaciones, junto con la sacristía y otras dependencias que se apoyan en el muro del lado del evangelio, impiden una visión completa del volumen exterior del templo, destacando la torre prismática a los pies del templo, y el exterior del ábside.
El ábside muestra hacia el exterior una cuidada fábrica de buenos sillares que, a partir de dos tercios aproximadamente de su altura, presenta una hilada con sillares que muestran una perforación, a modo de mechinales, pero tapados con piedra. A partir de esa hilada el muro se continúa con sillarejo, y culmina en una cornisa con taqueado jaqués en todo el perímetro del templo. Bajo esta cornisa, en el lado del evangelio, se desarrolla un alero con canes decorados con diversos motivos vegetales, figurativos o de animales. El ábside recibe en su perímetro cuatro esbeltos contrafuertes que no llegan a superar en su altura a la fábrica de sillares.
El puerta de acceso desde la lonja recibe un gran arco de medio punto abocinado, con dos grandes arquivoltas con perfil cilíndrico, la exterior con rosetas y bolas, además de un marco externo con moldura de boncel; las arquivoltas se apoyan en columnas acodilladas lisas, sobre basamento circular y capiteles similares a los de la nave; el cimacio que se extiende hasta el marco exterior es taqueado. En el tímpano del arco, se labra un crismón trinitario.

## Pinturas murales
En 1956 se descubrieron pinturas murales que se extendían por todo el interior del templo, y se conservan actualmente en el Museo de Navarra. Según se expone en los estudios realizados por María del Carmen Lacarra Ducay, las pinturas estaban elaboradas con una técnica mixta de fresco con acabado en seco. Parecen responder a dos etapas distintas. Una de ellas, identificadas como del primer maestro de Olleta, sigue el estilo gótico lineal de la tradición francesa de mediados del siglo XIV e incluyen varios motivos pictóricos: del Antiguo Testamento, la creación de hombre y la expulsión del paraíso, y del nuevo, nacimiento y presentación en el templo de Jesús, y otras escenas de la vida del Señor, más difíciles de identificar. La segunda época, correspondiente al denominado segundo maestro de Olleta, se datan en el último terció del siglo XV, con  un estilo más popular, sin conexiones con los modelos centroeuropeos; y representan escenas de santos, sindo reconocible San Cristóbal.

## Galería de imágenes

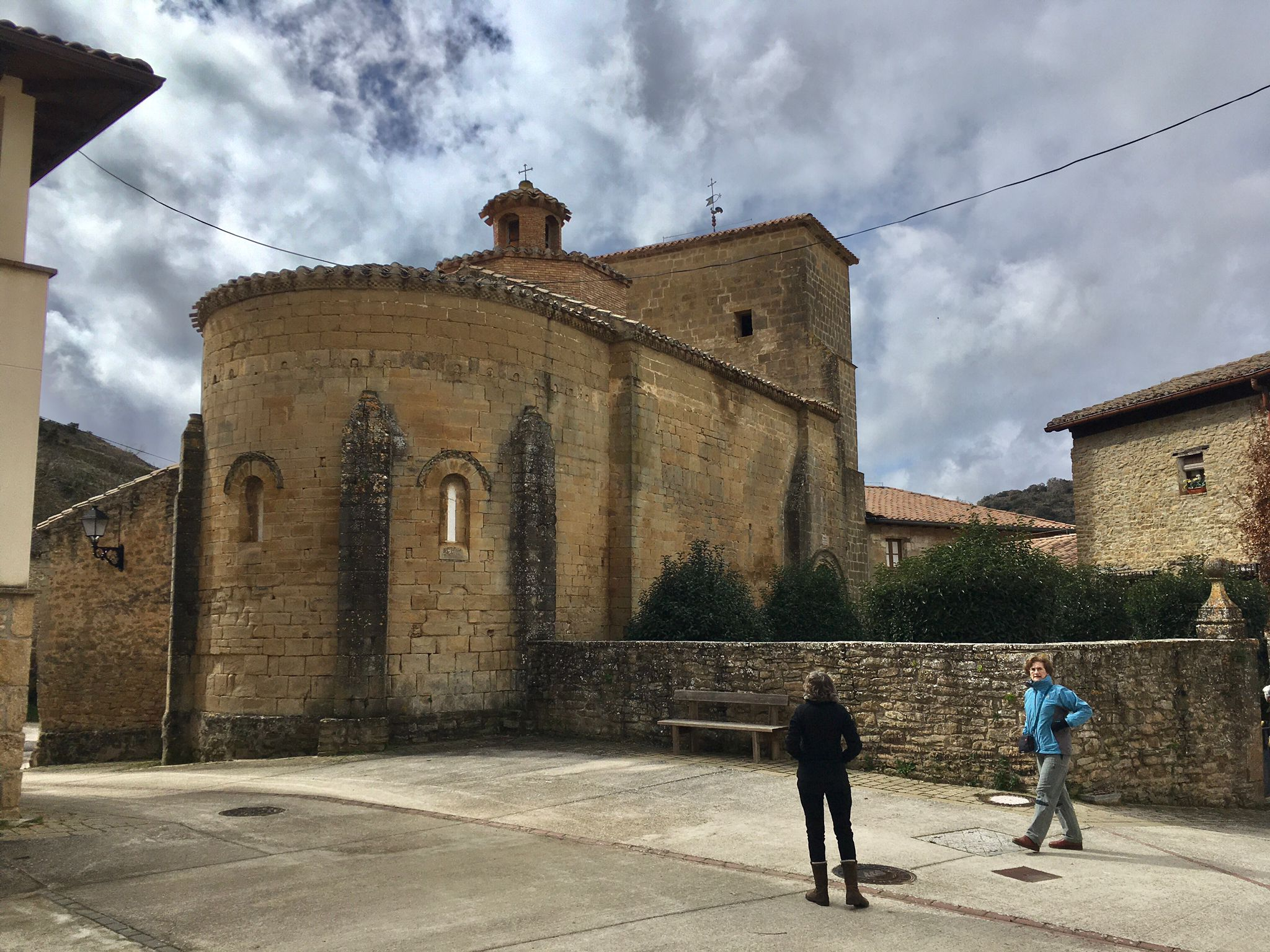
Vista de la iglesia desde el sureste
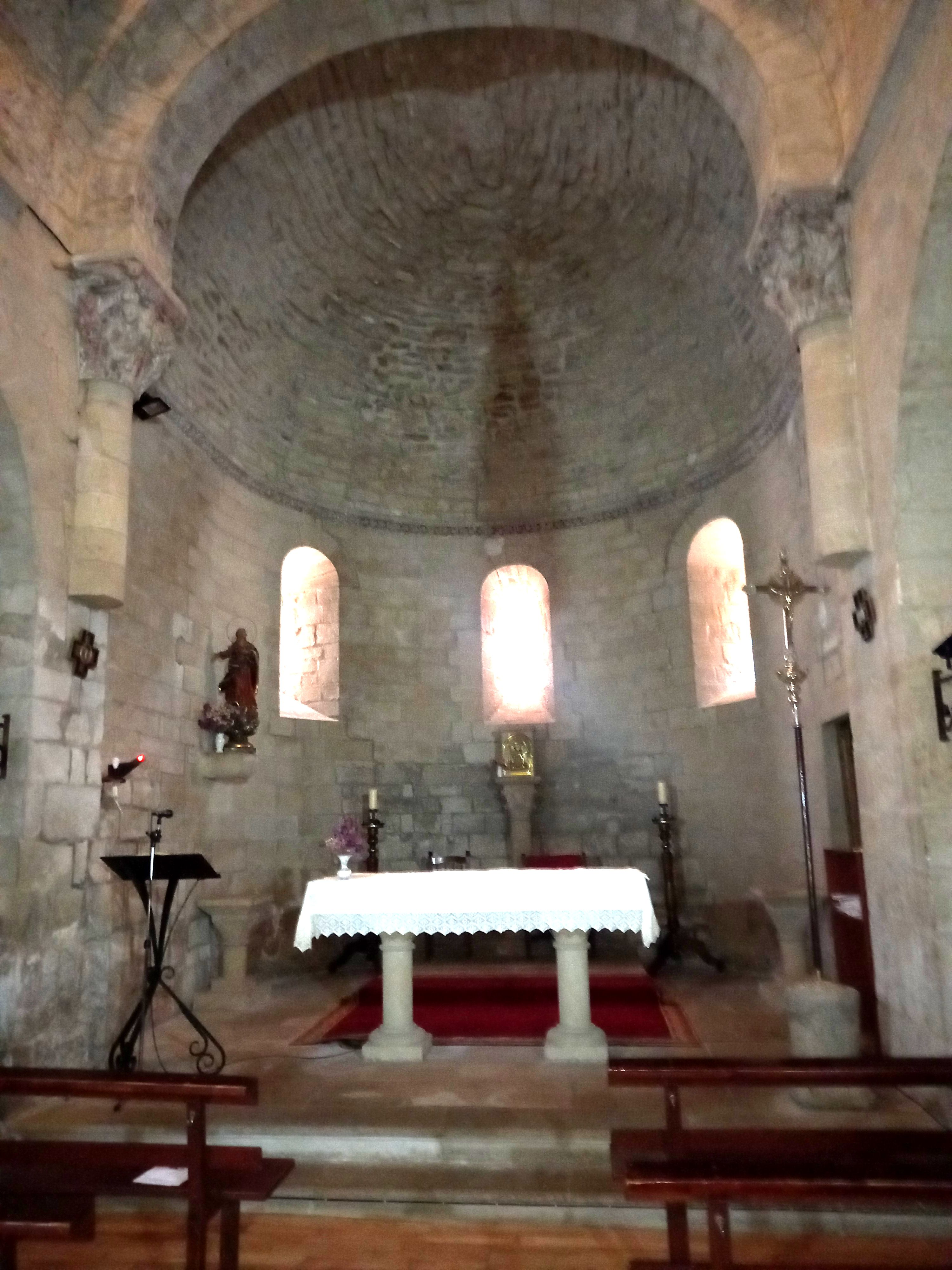
Presbiterio
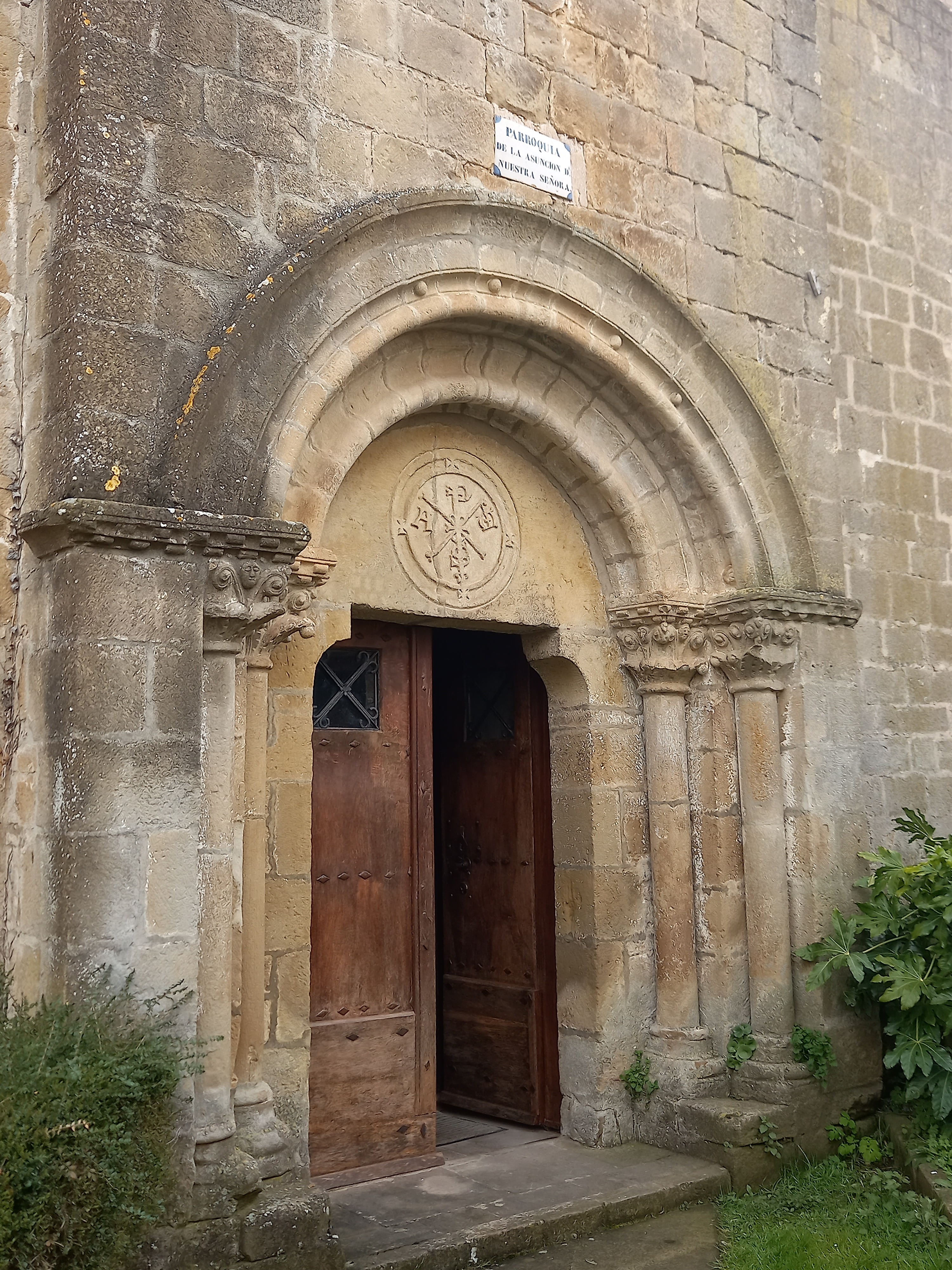
Puerta de acceso
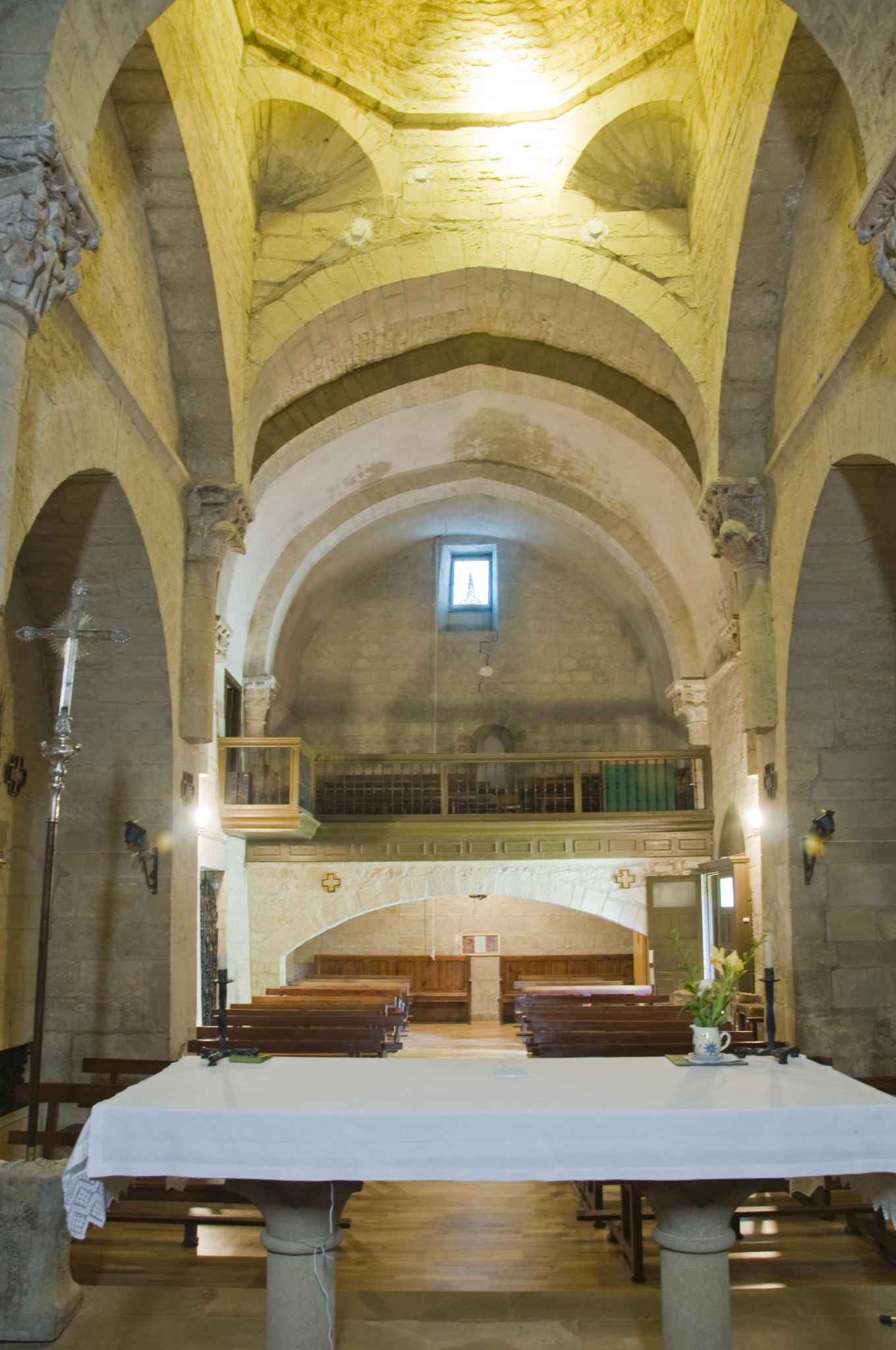
La nave del templo desde el presbiterio
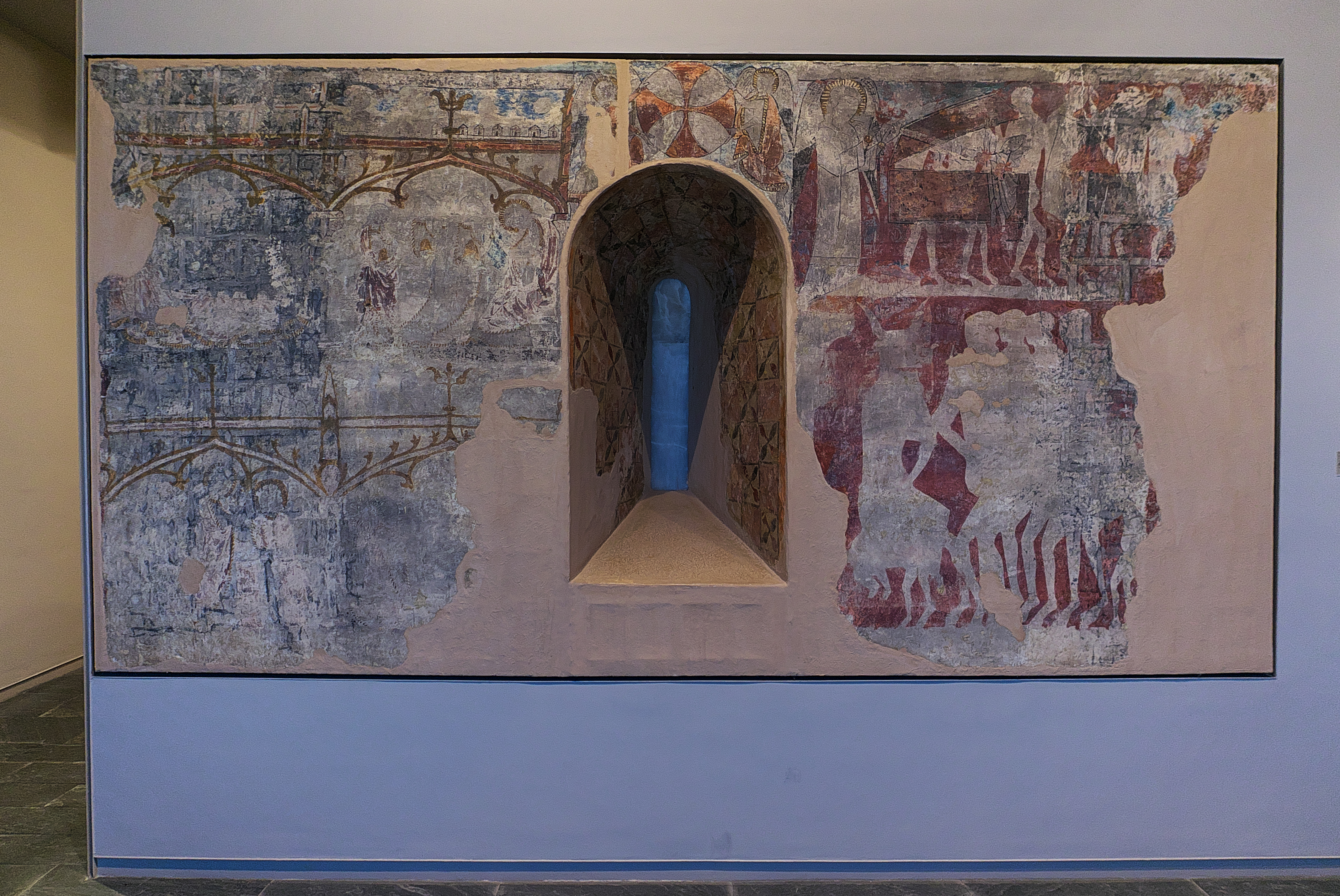
Pintura mural, actualmente en el Museo de Navarra